# Wilhelm Ritter von Leeb
Wilhelm Ritter von Leeb (5. rujna 1876. – 29. travnja 1956.) bio je feldmaršal Trećeg Reicha tijekom Drugog svjetskog rata.

## Životopis

### Mladost
Rođen je u Landsbergu, Bavarska kao Wilhelm Leeb, pridružio se Njemačkoj vojsci 1895. kao časnički kadet. Nakon što je određen za topničkog poručnika Leeb je služio u Kini tijekom Bokserskog ustanka. Kasnije je pohađao bavarsku Ratnu akademiju u Münchenuu (1907. – 1909.) i služio je na Vrhovnom stožeru Njemačke (1909. – 1911.).  Promaknut je u satnika, Leeb je zatim služio kao zapovjednik baterije u 10. topničkoj pukovniji u Erlangenu (1912. – 1913.).

### Prvi svjetski rat i međuratno razdoblje
Na uzmaku Prvog svjetskog rata, Leeb je boravio u Vrhovnom stožeru Bavarskog I. korpusa, zatim je služio s Bavarskom 11. pješačkom divizijom. S promaknućem u bojnika Leeb je premješten na Istočno bojište u ljeto 1916. god. Sljedeće godine određen je za osoblje princa Rupprechta Bavarskog.  29. svibnja 1916. god. Za svoja vojna postignuća 2. svibnja 1915. Leeb je odlikovan Viteškim križem Vojnog reda Maxa Josepha. Odlikovanje je bilo samo Prusko, poznato kao Pour le Mérite, i njegovo značenje podiglo je Leeba u razinu plemenitosti: 21. lipnja 1916., dobio je patent plemenitosti, što mu je promijenilo ime, dodajući mu naziv "Ritter" ("vitez") i prefiks njemačkih plemića "von" ("od").
Nakon rata, Ritter von Leeb ostao je u Reichswehru, vojsci koja je mogla imati samo 100 000 vojnika zbog Verseillskog sporazuma. 1923. bio je upleten u gušenje nacističkog Pivskoga puča. Tada, prije Hitlerova vladanja i NSDAP-a, von Leeb je zapovjedao s Wehrkreis VII ("Vojni distrikt VII", koji je pokrivao Bavariju, a držao je čin general-poručnika.

### Drugi svjetski rat
Hitler nije simpatizirao Leeba zbog njegovih protu-nacističkih stavova i vjerskih uvjerenja, te je umirovio von Leeba 1938. nakon što ga je promaknuo u čin general-pukovnika, ali von Leeb je ponovno pozvan na dužnost u srpnju iste godine, i postao je zapovjednik 20. armije, koja je sudjelovala u okupaciji Čehoslovačke. Ponovno je umirovljen.
U ljeto 1939., von Leeb je pnovno pozvan u službu i dobio je zapovjedništvo nad Vojnom skupinom C.  Tijekom Bitke za Francusku, njegove su se trupe probile kroz Maginotovu liniju. Za svoju ulogu u ovoj pobjedi, von Leeb je promaknut u čin feldmaršala (general-feldmaršal) u srpnju 1940. i odlikovan je Viteškim križem željeznog križa.
Sada, imajući Hitlerovo povjerenje, von Leebu je dato upravljanje nad Vojnom skupinom Sjever i odgovornost za sjeverni sektor u Operaciji Barbarossa, invaziji na Sovjetski Savez. Von Leeb je bio nadomak da uništi sovjetske trupe u Baltiku i da zarobi sve sovjetske pomorske baze na Baltičkom moru. Kada je invazija počela 22. lipnja 1941. von Leebova vojska je bez oklijevanja potukla brojniju sovjetsku vojsku. Do kraja rujna, njegova je vojska napredovala 900 kilometara u sovjetski teritorij i opkolila Lenjingrad, ali je doživio poraz u bitci za sam grad.

### "Smrt" u Tikhvinu
Prekretnica u bitci za Lenjingrad bila je bitka za Tikhvin od listopada do prosinca 1941. god. Kod Tikhvina, Crvena armija je po prvi puta nanijela poraz dotad nepobjeđenom Wehrmachtu.
Ohrabren pojedama nad slabom i deorganiziranom Crvenom armijom, Ritter von Leeb, na početku invazije nadao se lakome zauzimanju Lenjingrada, požurio je vojsku do Tikhvina, ključnog grada na putu za Lenjingrad. Pobjeda bi omogućila Nijemcima pripajanje vojnika iz Vojne skupine Sjever u Vojnu skupinu Centar, da sudjeluje u bitci za Moskvu. Nijemci, imajući tenkovsku nadmoć nad Rusima, uspjeli su u okupaciji Tikhvina 8. studenog. Ali, novi zapovjednik sovjetske 4. armije, Kirill Meretskov, usporio je njemačko napredovanje, postavivši aktivnu obranu i radeći učestale protu-napade.  Meretskov je zatim udario odlučni kontra-napad i oduzeo Tikhvin Nijemcima.
U tijeku bitke, Stavka (Sovjetsko visoko zapovjedništvo) zapovjedila je Meretskovom da organizira novo Volkhovsko bojište.  Do 30. prosinca prisilio je von Leeba na pozicije od kojih su Nijemci krenuli na Tikhvin. Po jednom od vodećih povjesničara za Istočno bojište, Davidu Glantzu, "metoda Blitzkriega neuspješno je djelovala po prvi puta u Drugom svjetskom ratu" rezultirajući sovjetskom pobjedom u Moskvi.
Sovjetska pobjeda u bitci za Tikhvin izravno je pripomogla ruskoj vojsci u Moskvi. Umjesto da pomognu Vojnoj skupini Centar, Vojna skupina Sjever bila je prisiljena da pošalje pojačanje s obratne strane. Prema Glantzu, "tijekom najkritičnijeg razdoblja u ratu, 32% Wehrmachtove snage koje su obrađivale sjever, uključujući i skoro dvije cijele oklopne skupine, bilo je progutano u bitci za Tikhvin". Wehrmacht je izgbuio 45,000 vojnika u bitci.
Kada je von Leeb neuspjelo pokušao zauzeti Lenjingrad, Hitler je odmah komentirao, "Leeb je u drugom djetinjstvu, ne može riskirati moj plan za brzo zauzimanje Lenjingrada. Radi fuziju oko svoga plana da uspostavi obrambenu liniju na sjeveroistoku i da svoju vojsku provoza Centrom kroz Moskvu. Vidljivo je da je senilan, izgubio je živce, i kao pravi katolik želi se moliti, a ne boriti." 
Vojni general stare njemačke škole, von Leeb nije primio dobro to jer je njegova vojska imala i prije Lenjingrada velike uspjehe, a Hitler se ponašao kao da zapovjeda sa Skupinom izdaleka. Ponekad se govorilo da se Hitler boji Leeba, ali to je netočno: u siječnju 1942., von Leeb je pitao Hitlera da ga otpusti dužnosti, a Hitler mu je udovoljio. Službeno je bilo potvrđeno da von Leeb se povlači i to ne zbog poraza u Lenjingradu. General pukovnik Georg von Küchler preuzeo je zapovjedništvo nad Leebovom Vojnom skupinom Sjever, i Hitler nikada nije pozvao von Leeba natrag

## Odnosi s nacistima
Von Leebov stav prema nacističkom režimu bio je ambivalentan: unatoč njegovu prijeziru na Hitlera i njegovom diktatorskom vladanju, nije prihvatio dar od 250,000 Reichsmaraka za svoj 65. rođendan.  1944. von Leeb je dopustio nacistima da koriste njegovu popularnost za propagandne svrhe, kada je darovan s velikom bavarskom nekretninom u vrijednosti od 638 000 Reichsmaraka. Nakon neuspjele urote da se ubije Hitler 1944., von Leeb je poslao afirmaciju odanosti Hitleru.
Nakon rata, von Leebu je sudio SAD u Nurnberškom procesu. Von Leeb je proglašen krivim po jednoj od četiri točke optužnice i osuđen na zatvorsku kaznu; ali je pušten odmah nakon suđenja jer je kaznu već odslužio u pritvoru. Zadnje godine života proveo je mirno, živeći s obitelji. Umro je u Füssenu 1956.